# Cabinet fantôme (Royaume-Uni)
Pour un article plus général, voir Cabinet fantôme.
Le cabinet fantôme (en anglais, Shadow Cabinet), ou cabinet fantôme de l'opposition officielle (Official Opposition Shadow Cabinet), aussi appelé gouvernement fantôme, est, dans la pratique parlementaire britannique, constitué par les membres les plus importants de l'opposition officielle (His Majesty's Most Loyal Opposition) qui, sur la base des postes occupés par les ministres du gouvernement britannique au sein du cabinet, examinent les actes et dires des ministres correspondant à leurs postes, proposent des politiques alternatives et demandent des comptes au gouvernement pour ses actions,.
Depuis juillet 2024, le Parti conservateur représente l'opposition officielle et sa direction forme l'actuel Shadow Cabinet. Le chef de l'opposition officielle (Leader of the Opposition), le whip en chef de l'opposition (Opposition Chief Whip) et l'adjoint au whip en chef de l'opposition (Opposition Deputy Chief Whip) sont les seuls membres de l'opposition à recevoir une rémunération pour leurs rôles dans l'opposition en plus de leurs salaires en tant que membres du Parlement.

## Historique
Le cabinet fantôme est constitué des partis suivants depuis 1964 :
- Parti conservateur (Conservative) : 1964-1970, 1974-1979, 1997-2010 et depuis 2024 ;
- Parti travailliste (Labour) : 1970-1974, 1979-1997, 2010-2024.